# ۱۳ نوامبر
۱۳ نوامبر در تقویم گرگوری، سیصد و هفدهمین (در سال‌های کبیسه سیصد و هجدهمین) روز سال است. ۴۸ روز تا پایان سال باقی است.

## رویدادها
- ۱۸۰۵ - شهر وین، پایتخت امپراتوری اتریش، تسلیم ناپلئون بناپارت شد.
- ۱۹۱۸ - قوای متفقین در جریان جنگ جهانی اول قسطنطنیه، پایتخت امپراتوری عثمانی را اشغال کردند.
- ۱۹۷۰ - در اثر توفندی با سرعتی بالغ بر ۱۵۰ مایل بر ساعت در دلتای رود گنگ در پاکستان شرقی ۵۰۰ هزار نفر در یک شب کشته شدند.
- ۱۹۸۹ - پس از مرگ فرانتس ژوزف اول، فرزندش هانس ادام دوم شاهزاده لیختن‌اشتاین شد.
- ۱۹۹۴ - در یک رفراندوم مردم سوئد رای به پیوستن کشورشان به اتحادیه اروپا دادند.
- ۱۹۹۵ - در اثر انفجار کامیون بمب گذاری شده خارج از مرکز آموزش گارد ملی عربستان سعودی در ریاض، پنج آمریکایی و دو عربستانی کشته شدند.
- ۲۰۰۲ - رژیم صدام حسین حاکم بر عراق قطعنامه ۱۴۴۱ شورای امنیت سازمان ملل متحد درباره وضعیت بین عراق و کویت را پذیرفت.
- ۲۰۰۷ - ارتش روسیه پایگاه نظامی دوره شوروی خود در باتومی، پایتخت جمهوری خودمختار آجارستان گرجستان را تخلیه کرد.

## زادروزها
- ۳۵۴ - آگوستین، فیلسوف و اندیشمند مسیحی دوران باستان
- ۱۳۱۲ - ادوارد سوم، پادشاه انگلستان (م. ۱۳۷۷)
- ۱۹۶۷ - جیمی کیمل، مجری تلویزیونی و بازیگر آمریکایی
- ۱۹۷۴ - جو پرینسیپی، نوازنده بیس گروه رایز اگنست آمریکایی
- ۱۹۷۹ - ران آرتست، بسکتبالیست آمریکایی
- ۱۹۷۰ - لاله سحرخیزان، خَیّر، همسر اول ناصر محمدخانی و مقتول جنایت میدان کتابی تهران [۱]
- ۱۹۸۰ – لاورنس تن دام، دوچرخه‌سوار اهل هلند

## درگذشت‌ها
- ۸۶۷ - پاپ نیکلاس یکم، یکی از پاپ‌های کلیسای کاتولیک
- ۱۹۶۰ – ادوارد پلو کوینان، نظامی اهل بریتانیا (ز. ۱۸۸۵)
- ۱۹۷۴ - ویتوریو دسیکا، کارگردان ایتالیایی
- ۲۰۱۸ - استن لی، نویسنده، بازیگر، تهیه‌کننده و مجری تلویزیونی اهل ایالات متحده

## مناسبت‌ها
- روز جهانی حسن نیت
- روز جهانی مهربانی